# Edis Osmanović
Edis Osmanović, né le 30 juin 1988 en Bosnie-Herzégovine, est un footballeur bosnien qui joue au poste d'attaquant à l'US Feulen.

## Biographie

### NK Čelik Zenica (2008-2009)
La carrière du joueur débute au sein du NK Čelik Zenica.

### NK TOŠK Tešanj (2009-2010)
En 2009, il s'engage avec le NK TOŠK Tešanj.

### FC Wiltz 71 (2010-2016)
En 2010, le joueur s'engage avec le FC Wiltz 71, au Luxembourg.
À l'issue de la saison 2012-2013, le joueur est sacré meilleur buteur de la compétition de BGL Ligue avec un total de 21 buts inscrits.

### RFCU Luxembourg (2016-2019)
Devenu une véritable légende dans son ancien club, le joueur s'engage avec le RFCU Luxembourg en 2016 en signant un contrat de trois ans avec le club de la capitale luxembourgeoise,.
Avec son nouveau club, il remporte la Coupe du Luxembourg en 2018 face à l'US Hostert.

### FC Wiltz 71 (2019-2022)
En 2019, il retourne dans son ancien club, le FC Wiltz 71.

### US Feulen (depuis 2022)
Après un retour réussi au sein de Wiltz, le joueur s'engage avec l'US Feulen.

## Palmarès

### En club
| RFCU Luxembourg (1) :                                                                  |
| -------------------------------------------------------------------------------------- |
| - Coupe du Luxembourg - Vainqueur : 2018 - Supercoupe du Luxembourg - Finaliste : 2018 |

### Distinctions personnelles
- Meilleur buteur de BGL Ligue en 2012-2013 (21 buts)